# Odontotiranno

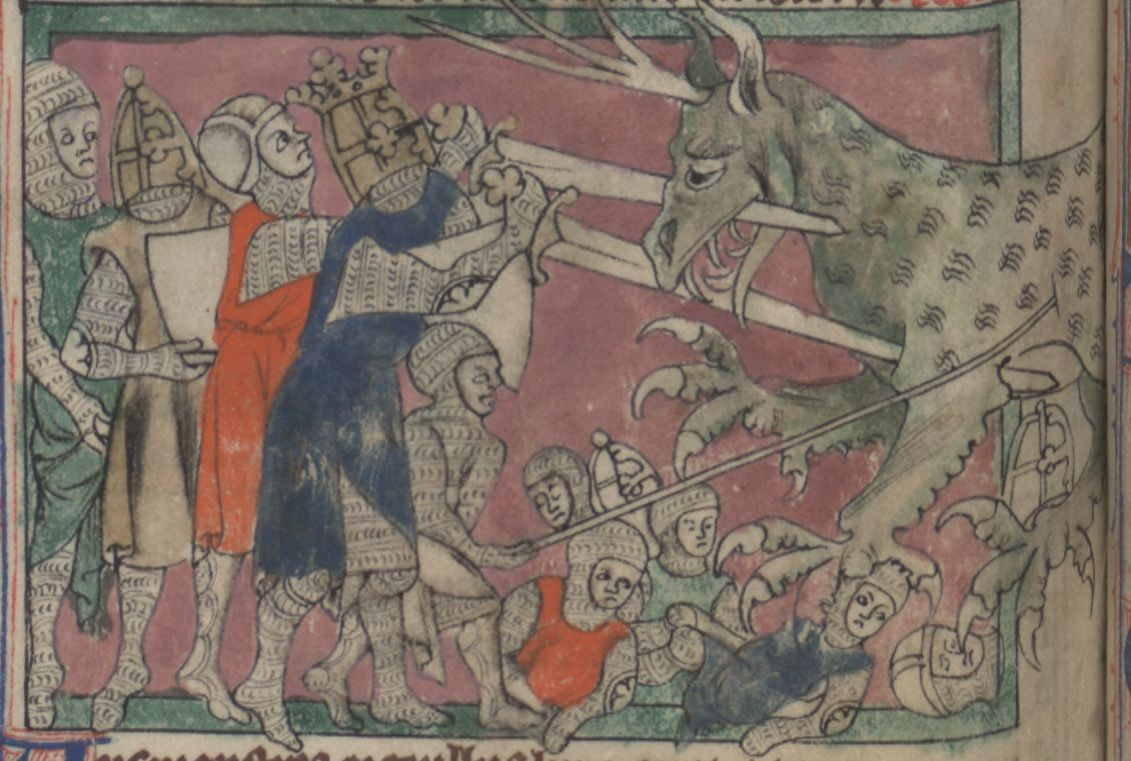
I soldati di Alessandro attaccati dall'odontotiranno in un'illustrazione medievale.

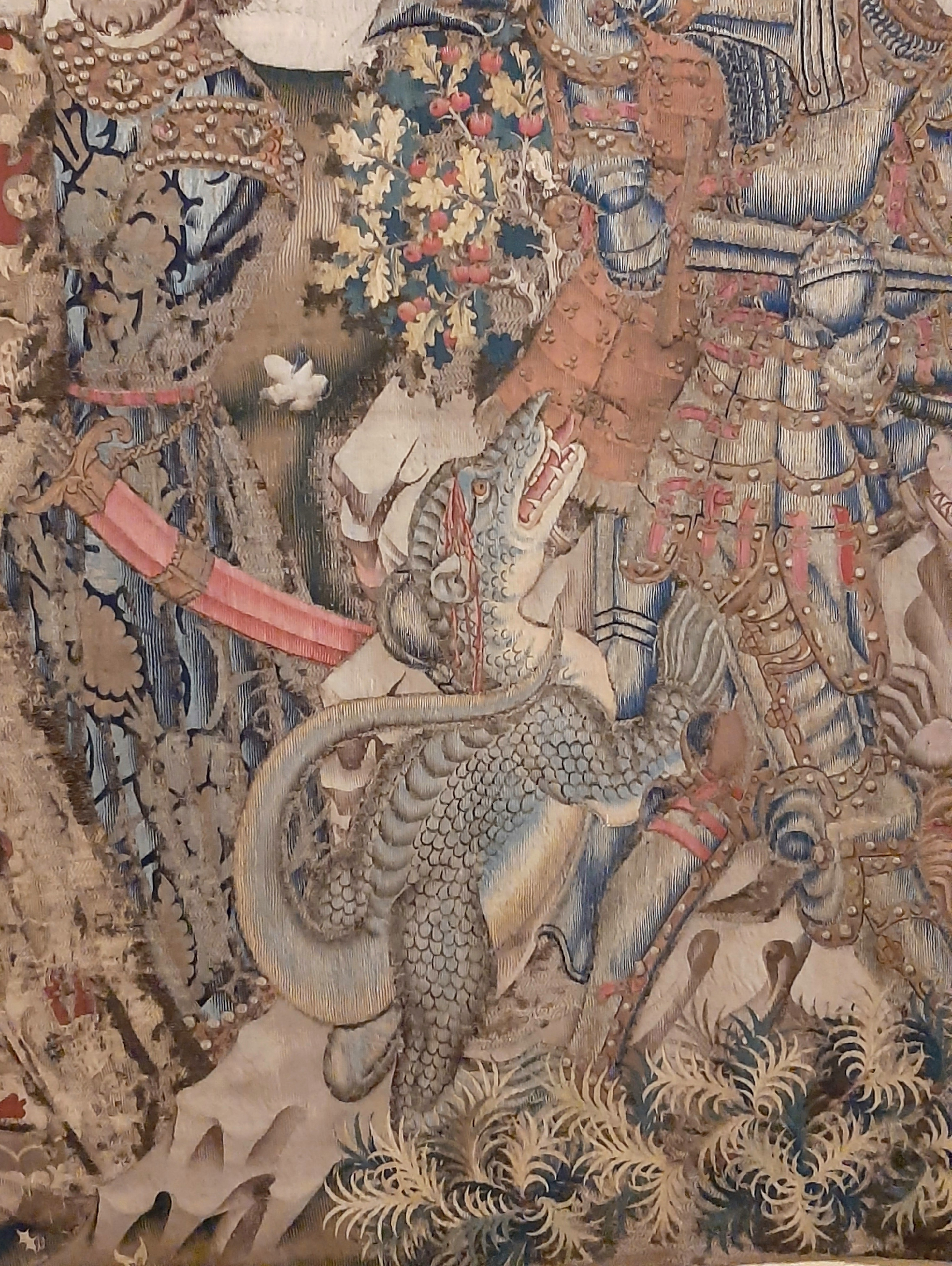
L'odontotiranno, "drago" dell'India

L'odontotiranno (dal greco antico ὀδοντοτύραννος, odontotýrannos, "dente tiranno"; odontotyrannus in latino), chiamato anche dentetiranno o dentiranno, è una creatura leggendaria di cui si trova traccia nel III libro del Romanzo di Alessandro e nella tradizione testuale ad esso riferita (come il De gentibus Indiae et bragmanibus attribuito allo Pseudo-Palladio).
È detto essere un animale anfibio che vive nel Gange; di dimensioni spropositate, è capace di ingoiare un elefante intero in un boccone, al contrario la creatura si allontana nei quaranta giorni in cui i cosiddetti gimnosofisti ("sapienti nudi" indiani) attraversano il fiume per unirsi alle loro mogli, una sola volta nella vita. Le descrizioni dell'ibrido animale variano da autore ad autore; taluni gli attribuiscono un corpo simile a quello di un elefante o di un cavallo, la testa nera e tre corna sul capo.

## Riferimenti storici
Una prima descrizione ne viene data nel III libro del Romanzo di Alessandro e nel De gentibus Indiae et Bragmanibus (Περὶ τῶν τῆς Ἰνδίας ἐθνῶν καὶ τῶν βραγμάνων) attribuito allo pseudo-Palladio:
(Pseudo-Palladio, De gentibus Indiae et Bragmanibus)
(Pseudo-Palladio, Περὶ τῶν τῆς Ἰνδίας ἐθνῶν καὶ τῶν βραγμάνων, I, 14.)
Il fatto è ripreso da altri autori medievali, quali Michele Glica nei suoi Annales e Giorgio Monaco nel suo Chronicon.
Una nuova descrizione dell'odontotiranno viene da Giulio Valerio, nella sua biografia di Alessandro Magno. La creatura viene qui detta essere simile a un elefante; la sua dimensione è tale che per smuoverne il cadavere servono trecento uomini:
(Giulio Valerio, Res gestae Alexandri Magni translatae ex Aesopo greco, III, 20)
Una descrizione ancora diversa dell'odontotiranno, sempre nel racconto di questo episodio, è data nei Nobili fatti di Alessandro Magno, una delle numerose versioni del romanzo di Alessandro. Qui la creatura (in questa traduzione chiamata odottirante) perde del tutto il suo carattere anfibio e viene detta essere simile a un cavallo dalla testa nera, con tre lunghe corna. La bestia si avvicina all'acqua per bere e poi attacca le schiere di Alessandro, facendo molti morti prima di essere abbattuta:
(I nobili fatti di Alessandro Magno, Come Alessandro si misse con sua oste pel diserto d'India dov'ebbe caro d'acqua)
Lo stesso episodio è nuovamente riferito con qualche variazione in una lettera attribuita allo stesso Alessandro, indirizzata ad Aristotele:
(I nobili fatti di Alessandro Magno, Appendice IV. Lettera d'Alessandro Magno dal sito d'India e de' viaggi fatti per quei deserti ad Aristotile suo maestro)

## Tentativi di identificazione
In tempi più moderni, nel 1817, viene avanzata di sfuggita l'ipotesi che si possa identificare l'odontotiranno con il mastodonte; a questo risponde nel 1835 Giovanni Battista Pianciani, che rifiuta recisamente l'ipotesi e ne vaglia poi altre (l'ippopotamo, il gaviale), tutte insoddisfacenti:
(Giovanni Battista Pianciani, Di alcune ossa fossili rinvenute in Roma e ne' dintorni, e conservate nel museo kircheriano)

## Influenza culturale
- L'odontotiranno compare nel novero degli animali, reali e leggendari, che formano la cornice del portale della chiesa ne Il nome della rosa, romanzo di Umberto Eco[10].
- L'odontotiranno compare nel videogioco Final Fantasy XI, ove è sia un mostro PNG[11] che un oggetto[12].
- Odontotyrannos: Ionesco e il fantasma del rinoceronte è un libro di Giovanni Rotiroti su Eugène Ionesco e il teatro dell'assurdo[13].

### Fonti primarie
- (GRC, LA) Palladius - De Gentibus Indiæ et Bragmanibus, unitamente ad altri testi sullo stesso argomento.
- (LA) Giulio Valerio, Res gestae Alexandri Magni translatae ex Aesopo greco.
- I nobili fatti di Alessandro Magno. Romanzo storico tradotto dal francese a cura di Giusto Grion.